# Martin Wucziḱ
Martin Wucziḱ, Martin Vučić (mac. Мартин Вучиќ; ur. 7 sierpnia 1982 w Skopju) – macedoński piosenkarz, reprezentant Macedonii w 50. Konkursie Piosenki Eurowizji (2005).

## Młodość
Jest synem kompozytora Dragan Wuczika. Mając 3 lata, zaczął naukę gry na perkusji. W wieku 7 lat wystąpił na swoim pierwszym festiwalu muzycznym.
Ukończył szkołę podstawową w Skopju. Jest magistrem muzyki i doktorem Akademii Muzycznej na wydziale instrumentów perkusyjnych.

## Kariera
W 2002 wydał debiutancki album studyjny pt. Rano je da se vezem. Tytułowy singiel z płyty został uznany za najpopularniejszą piosenkę roku, zaś sam piosenkarz zyskał tytuł odkrycia roku. W tym samym roku wygrał nagrodę dziennikarzy i krytyków podczas Festiwalu w Budvie oraz nagrodę za interpretację podczas festiwalu Mak fest za utwór „Harem”. W 2004 roku zdobył tytuł Piosenkarza roku.
W 2005 zgłosił się do udziału w krajowych eliminacjach do 50. Konkursu Piosenki Eurowizji. W lutym wystąpił w finale selekcji, w którym zmierzył się z Aleksandrą Pilewą. W trakcie koncertu wykonał pięć propozycji konkursowych, w tym m.in. utwór „Ti si son”, z którym zajął ostatecznie pierwsze miejsce po zdobyciu największego poparcia jurorów i telewidzów, dzięki czemu został wybrany na reprezentanta Macedonii w konkursie organizowanym w Kijowie. 19 maja wystąpił w półfinale widowiska z anglojęzyczną wersją piosenki – „Make My Day” – i z dziewiątego miejsca zakwalifikował się do finału, w którym zajął 17. miejsce ze 52 punktami na koncie. Po finale zdobył Nagrodę im. Barbary Dex dla najgorzej ubranego wykonawcy eurowizyjnego. W tym samym roku wydał drugi album studyjny pt. Muza, który ukazał się również w Serbii pt. Put do istine. Na płycie znalazł się m.in. eurowizyjny singiel „Make My Day”, a także piosenka „Ljubav se zaslužuje”, na której gościnnie pojawiła się Danijela Martinović.
W 2006 został macedońskim sekretarzem ogłaszającym wyniki głosowania macedońskich telewidzów w finale 51. Konkursie Piosenki Eurowizji. Kilka miesięcy później z piosenką „Tise kucaj srce moje”, zaśpiewaną w duecie z Goranem Karanem, zajął drugie miejsce na festiwalu Sunčane Skale. W sierpniu 2008 wydał trzeci album studyjny pt. Makedonski zvuci, na którym znalazły się kompozycje autorstwa jego dziadka, Pece Atanasowskiego.

## Inspiracje
Jego ulubionymi wykonawcami muzycznymi są George Michael, Sting i Craig David.

## Dyskografia
Albumy studyjne
- Rano je da se vezem (2002)
- Muza/Put do istine (2005)
- Makedonski zvuci (2008)